# Calomicrolaimus marinus
Calomicrolaimus marinus är en rundmaskart. Calomicrolaimus marinus ingår i släktet Calomicrolaimus, och familjen Desmodoridae. Arten är reproducerande i Sverige.